# Памятник Википедии
Памятник Википедии (пол. Pomnik Wikipedii) — монумент в польском городе Слубице, открытый 22 октября 2014 года. Это первый в мире памятник, посвящённый интернет-энциклопедии Википедия.

## История
В 2010 году директор научно-дидактической площадки «Коллегиум Полоникум» в Слубице Кшиштоф Войцеховский выступил с инициативой установить в городе памятник Википедии. Интернет-энциклопедия довольно популярна в Польше. До 2012 года польская Википедия являлась самым крупным разделом на славянском языке, она содержит более миллиона статей.
Автором монумента стал 30-летний студент «Коллегиум Полоникум», армянский скульптор Михран Акопян. Стоимость памятника составила около 11 тысяч евро, эту сумму выделили муниципальные власти. Мэр Слубице Томаш Чишевич поддержал установку памятника, так как, по его мнению, новая достопримечательность сделает город более привлекательным для туристов.
Торжественное открытие памятника состоялось 22 октября 2014 года в 18 часов на Франкфуртской площади в центре города Слубице. На церемонии присутствовали представители польского, немецкого и американского отделений Фонда Викимедиа. Открытию памятника предшествовали образовательные сессии с участием википедистов из разных стран. В церемонии принимал участие Дариуш Емельняк, автор книги о Википедии.

## Описание
Памятник представляет собой официальный логотип Википедии, который держат на руках четыре человека (двое мужчин и две женщины), стоящие на стопках книг. Он посвящён авторам Википедии — свободной энциклопедии, которую может редактировать каждый. Высота памятника составляет 1,7 м. Скульптура, изготовленная из ламинированного материала, выглядит как металлическая. Памятник установлен на прямоугольном постаменте.

## Галерея

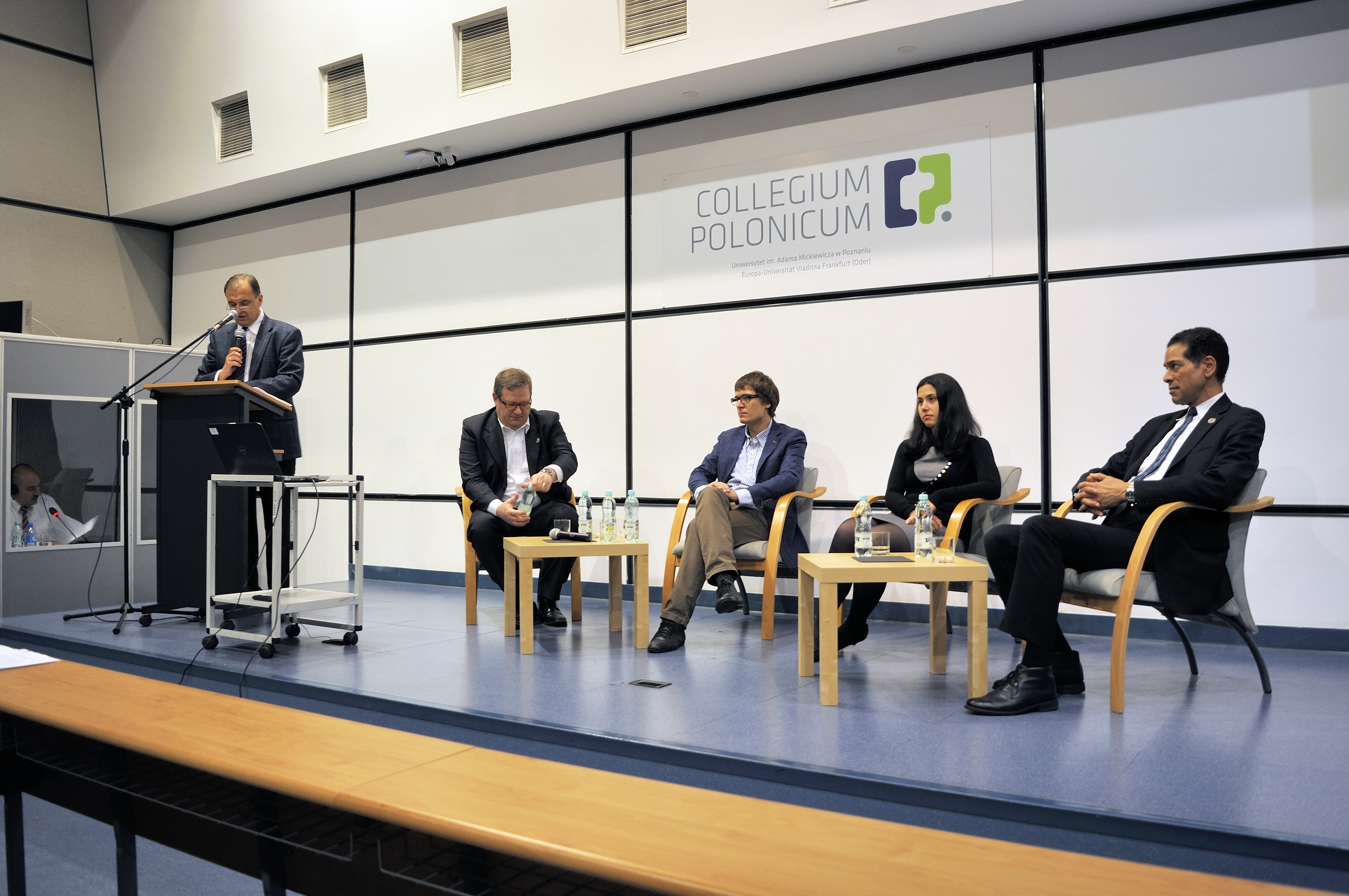
Симпозиум сотрудников региональных отделений WMF
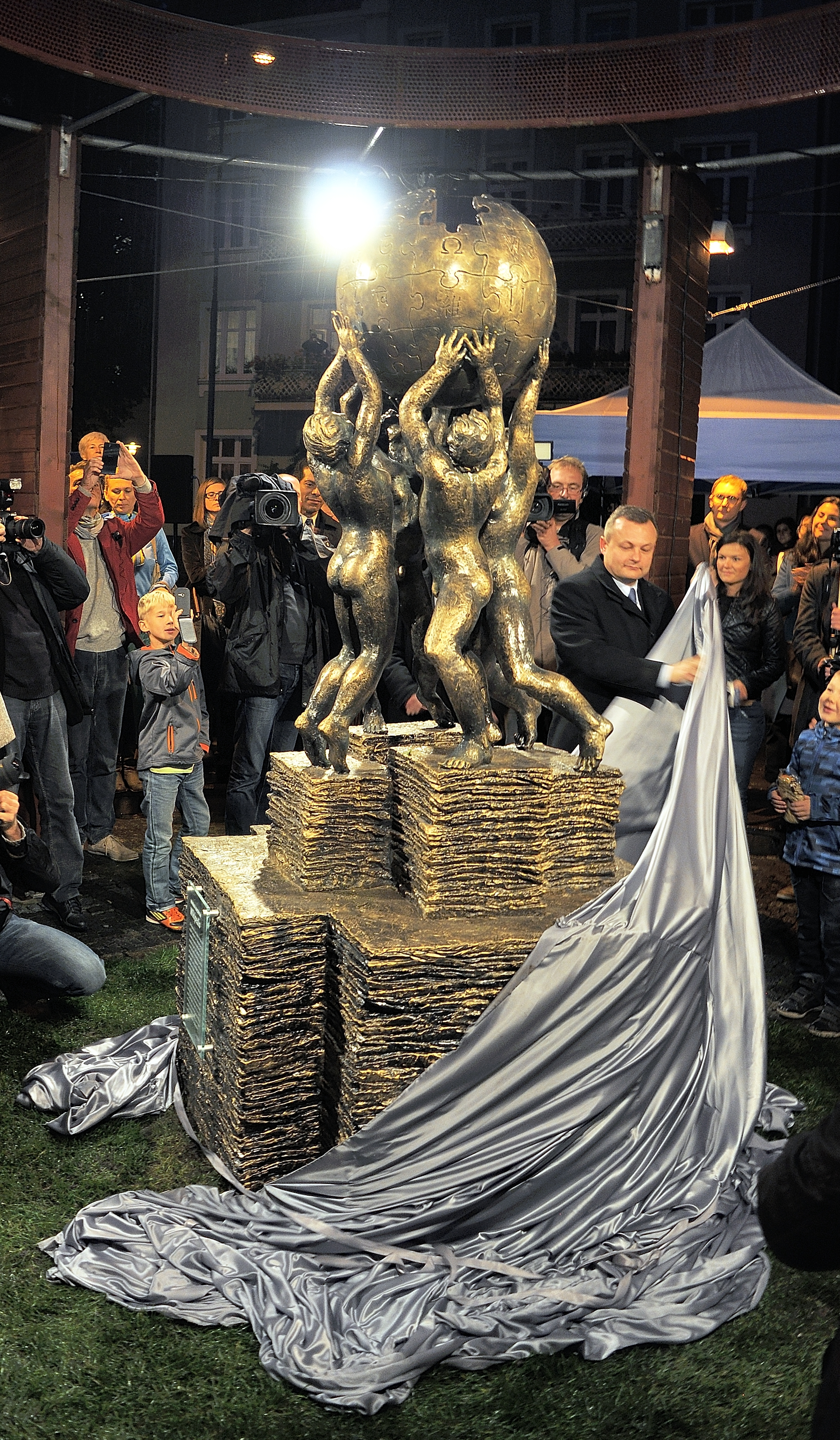
Момент открытия памятника Википедии
- Видео с открытия
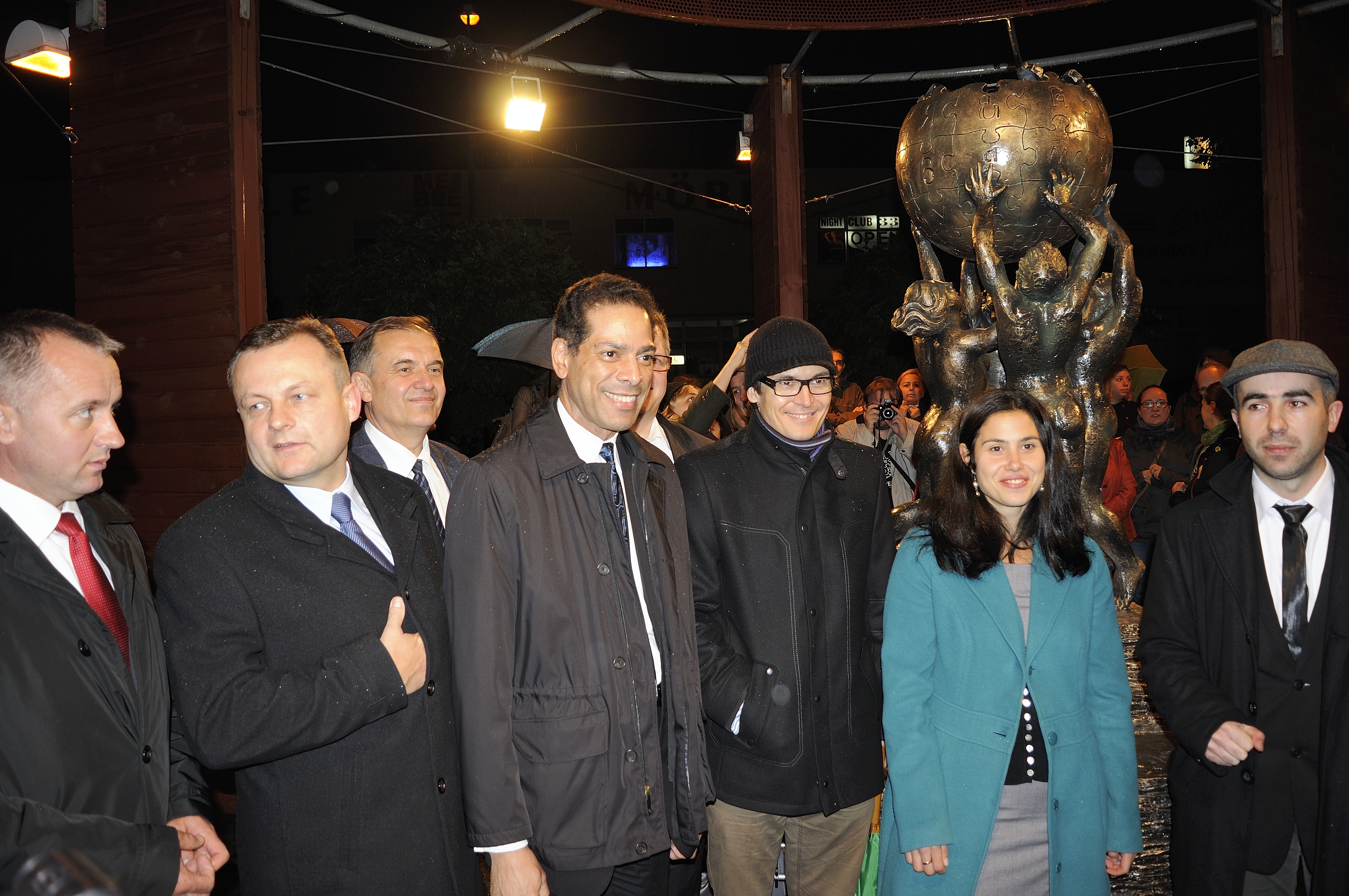
Представители Фонда Викимедиа и скульптор, ответственные за открытие памятника
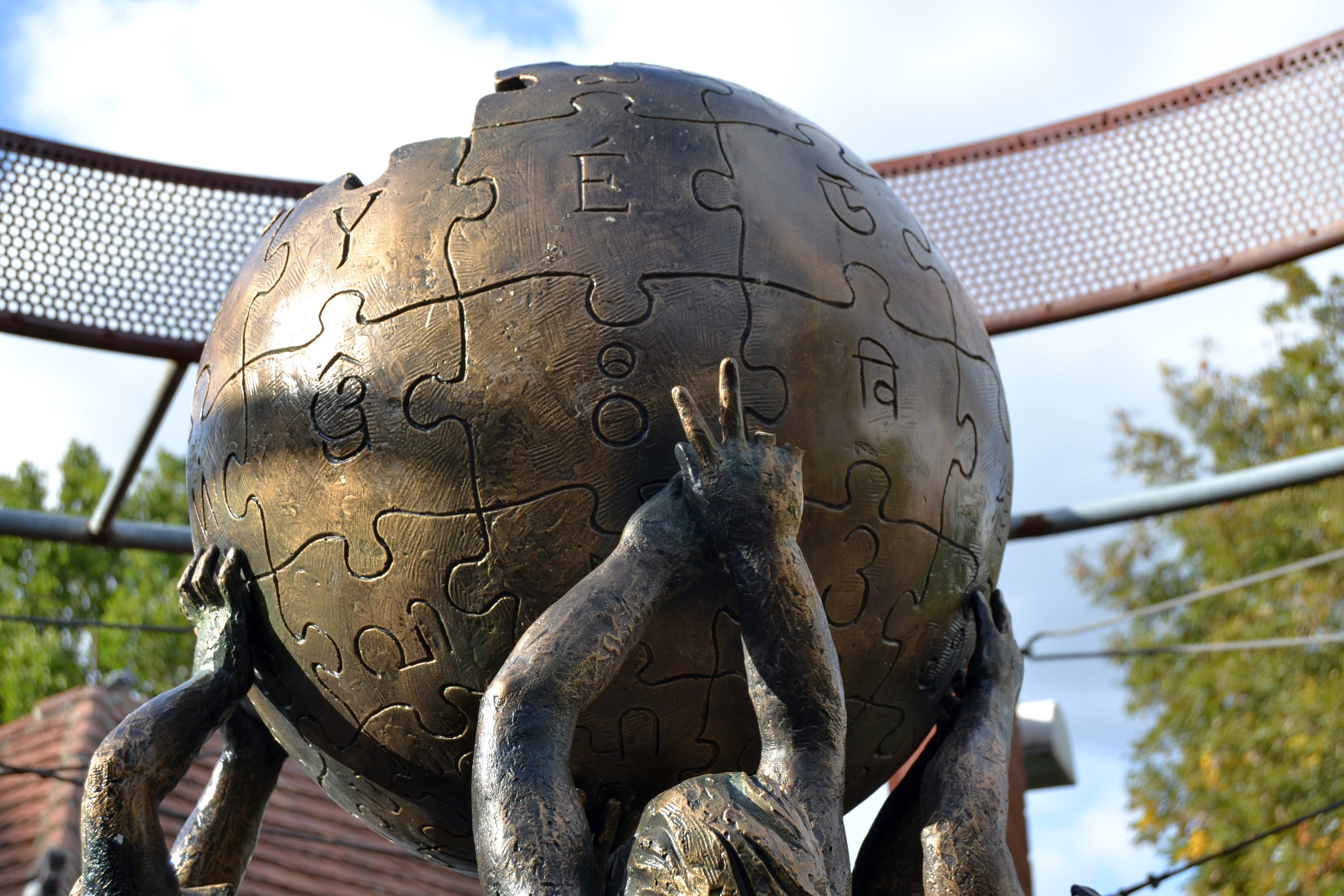
Видимые разрушения на пальцах памятника. Фото по состоянию на сентябрь 2019